# GoIF Kåre
GoIF Kåre (Gymnastik och idrottsföreningen GoIF Kåre) är en idrottsförening i Kårstabygden i Vallentuna kommun. Föreningen grundades vid klockstapeln i Kårstaby år 1935. Föreningen är verksam i ett flertal olika idrotter och aktiviteter så som fotboll, bandy, innebandy, löpning, tennis, zumba, cirkelträning etc.
Föreningens aktiva seniorlag är i fotboll och bandy. A-laget Herr fotboll spelar i Division 4 Uppland och bandylaget spelar i Division 3.
Man driver och sköter om sin egen ägda anläggning Kårevallen helt ideellt. På Kårevallen finns en naturgräsplan och en multisportanläggning som främst nyttjas som tennisplan. De ideella eldsjälarna klipper gräset, kritar planen, kokar korv och kaffe. 